# 樋浦茜子
樋浦 茜子（ひうら あかねこ、1973年9月18日 - ）は、日本の女性声優。東京都出身。以前は九プロダクション、ネクシードに所属していた。

## 出演作品

### 吹き替え

#### 映画
- 悪魔のくちづけ
- アメリカン・ガン
- アルマゲドン2007
- アルマゲドン2008（タム）
- ウォーター・パニック in L.A.（リリアン〈マゲイナ・トーヴァ〉）
- 海の上のピアニスト（少女）
- エグゼクティブ・デシジョン ※テレビ朝日版
- X-MENシリーズ（マリー・ダンキャント / ローグ〈アンナ・パキン〉）※テレビ朝日版
  - X-メン
  - X-MEN2[1]
  - X-MEN:ファイナル ディシジョン
- 王様と私 ※テレビ東京版
- ガチンコ!
- キングスパイダーVSメガデストラクター
- ザ・ウォッチャー
- 十戒（リリア〈デブラ・パジェット〉）※テレビ朝日版
- ダウンタウン・シャドー
- デビル・リベンジャー 復讐の殺人者（ジョリーン）
- 鳥（ダニ〈ニック・フールマン（ドイツ語版）〉）
- バットマン ビギンズ
- ビッグムービー（オーディションの女優）
- 必殺処刑人（サリー）
- フィフス・エレメント
- ブラックバード フォース（イリアーナ）
- ブレイドX（ヘザー）
- フロッグマン
- ホワット・ライズ・ビニース
- マングラー
- レッド・ウォール
- ロスト・ワールド

#### ドラマ
- WITHOUT A TRACE/FBI 失踪者を追え! シーズン6 #6
- クローザー シーズン4
- ふたりは最高! ダーマ&グレッグ
- 冬のソナタ
- フレンズ
- 名探偵モンク7

### 舞台
- 「ふるあめりかに袖はぬらさじ」 坂東玉三郎 公演
- 「天守物語」 坂東玉三郎 公演
- 「海神別荘」 坂東玉三郎 公演
- 「女人哀史」 坂東玉三郎 公演
- 「天井桟敷の人々」 帝国劇場
- 「狸御殿」 宮本亜門演出
- ｢父と暮らせば」 明石スタジオ 劇団
- 「NIPPONいとしのチチバンド 隊」にて活動